# Martin Buch
Martin Buch (* 4. November 1968 in Kongens Lyngby, Dänemark) ist ein dänischer Schauspieler,  Synchronsprecher und Drehbuchautor.

## Leben
Buch absolvierte 1996 an der Schauspielschule Århus Teater seine Ausbildung. Danach begann er seine Karriere mit Auftritten an verschiedenen Kopenhagener Theatern. So wirkte er als Theaterschauspieler im Hippodromen in Tagebuch der Anne Frank mit, im Mammut Teatret, wo er die Hauptrolle in der Inszenierung von Hånd i hånd hatte und am Grønnegårds Teatret, wo er 2000 bei dem Stück Absolut Holberg mitspielte. Weiterhin trat er als Don Juan und in Die Brüder Karamasow mit dem Schauspieler Thure Lindhardt in der Hauptrolle am Det Kongelige Teater sowie 2003 am Teatret Marianne zusammen mit Rasmus Botoft auf.
Weitere Bekanntheit erlangte er durch diverse Auftritte in Satire- und Comedyshows, wie unterem als Campari trinkender Snob Fritz auf dem Kreideweißen Segelboot (Kridhvide sejlbåd). Auch trat er zweimal bei der Comedysendung Gu' Ske Lov Du Kom auf, dem dänischen Pedanten zu Gott sei dank … dass Sie da sind! des Fernsehsenders TV3. In der ersten Runde gewann er dort gegen den Stand-up-Komiker Omar Marzouk, den Regisseur Charlotte Sachs Bostrup und die Schauspielerin Dina Al-Erhayem, beim zweiten Mal verlor er aber gegen die dänische Sängerin und Schauspielerin Pernille Højmark. Martin Buch wirkte außerdem in dem Radioprogramm Rytteriet von Danmarks Radios Sender P2 mit. 2007 moderierte Buch mit Rasmus Botoft die Verleihung zum dänischen Filmpreis Robert. Des Weiteren schrieb er für einige dänische Film- und Fernsehproduktionen das Drehbuch. Zahlreiche Auftritte als Schauspieler hatte er in mehreren Film- und Fernsehproduktionen, wo er 1999 sein Debüt in der skandinavischen Komödie Bornholms stemme hatte. Seine erste Hauptrolle hatte Buch 2002 in dem Kurzfilm Ein Anständiger Mann als Lars Hansen, der 2003 mit einem Oscar als Bester Kurzfilm ausgezeichnet wurde. In dem autobiografischen Film Dirch von 2011 zu dem dänischen Schauspieler Dirch Passer verkörperte er dessen Kollegen Preben Kaas.
Als dänischer Synchronsprecher sprach er in der Zeichentrickserie Phineas und Ferb und in dem computeranimierten Trickfilm Toy Story 3 sowie 2010 den Egon Olsen in dem Olsenbanden-Animationsfilm Die Olsenbande in feiner Gesellschaft und 2013 in Die Olsenbande auf hoher See.
Martin Buch lebt seit einiger Zeit mit seiner Freundin Mona Sharar zusammen.

## Filmografie (Auswahl)

### Filme
- 1999: Bornholms stemme
- 2000: Absolut Holberg
- 2001: Fukssvansen
- 2001: Monas Welt (Monas Verden)
- 2002: Kleine Missgeschicke (Små ulykker)
- 2002: Ein Anständiger Mann (Der er en yndig mand)
- 2003: Alt, neu, geliehen und blau (Se til venstre, der er en svensker)
- 2005: Den Rette Ånd
- 2007: Anja og Viktor 4 – Brændende kærlighed
- 2010: Min søsters børn vælter Nordjylland
- 2010: In einer besseren Welt (Hævnen)
- 2011: Dirch
- 2013: Alle for to
- 2014: Erik & Else
- 2016: Swinger
- 2016: Tordenskjold & Kold

### Fernsehserien
- 2001: Mit liv som Bent
- 2003: Jesus & Josefine
- 2003: Krøniken
- 2004: Er du skidt, skat?
- 2004: Smagsdommerne
- 2004–2011: Normalerweize
- 2005: Dusk & Bomholts kvarter
- 2006: Nynne
- 2008: Mikkel og Guldkortet
- 2008: Wulffs Magasin
- 2010: Rytteriet
- 2012: Limbo
- 2013–2015: Badehotellet
- 2014: Rytteriet II
- 2014–2015: Bankerot

## Synchronsprecher
- 2008: Phineas und Ferb (Zeichentrickserie, dänische Stimme)
- 2010: Toy Story 3 (computeranimierter Trickfilm, dänische Stimme)
- 2010: Die Olsenbande in feiner Gesellschaft (Olsen-banden på de bonede gulve, Animationsfilm, dänische Stimme als Egon Olsen)
- 2013: Die Olsenbande auf hoher See (Olsen Banden på dybt van, Animationsfilm, dänische Stimme als Egon Olsen)

## Drehbuchautor
- 2010: Rytteriet (Fernsehserien)
- 2013: Rytteriet II (Fernsehserien)
- 2014: Erik & Else (Spielfilm)
- 2005: Dusk & Bomholts kvarter (Fernsehserien)